# Lago de Tom

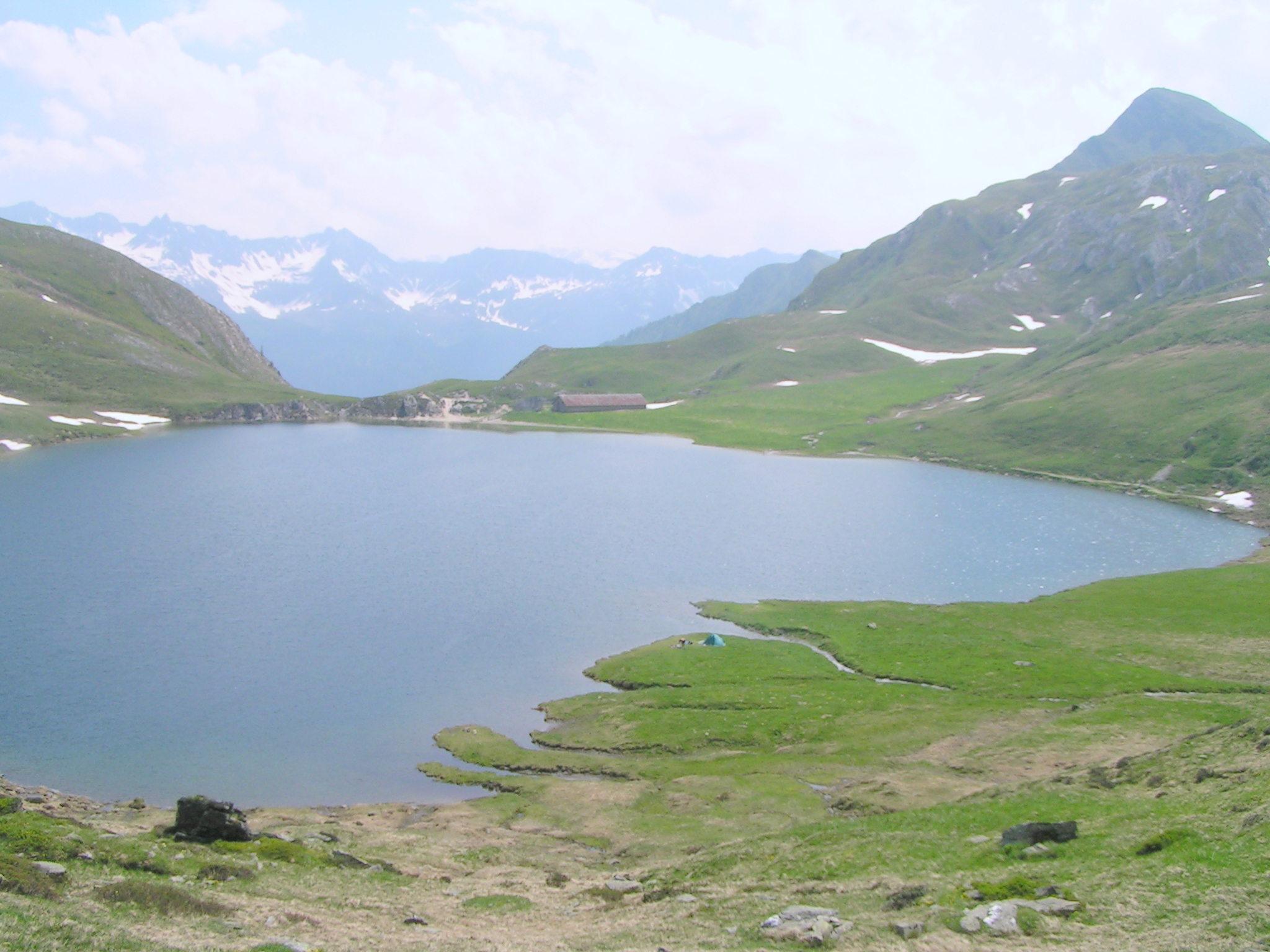
Vista del lago

El lago de Tom es un lago en el valle de Piora, que está situado en el cantón del Tesino (Suiza).
Se encuentra a 6 km en línea recta (y a 16 km en automóvil) al E-NE de la ciudad de Airolo.
Tiene 300 × 400 m aproximadamente.
En esta zona se encontraron las evidencias más importantes de la oscilación de Piora (un abrupto periodo frío y húmedo en la climatología del Holoceno), que sucedió aproximadamente en el 3000 a. C.
- Datos: Q2312588
- Multimedia: Lago di Tom / Q2312588